# Pema Wangyal Rinpoche

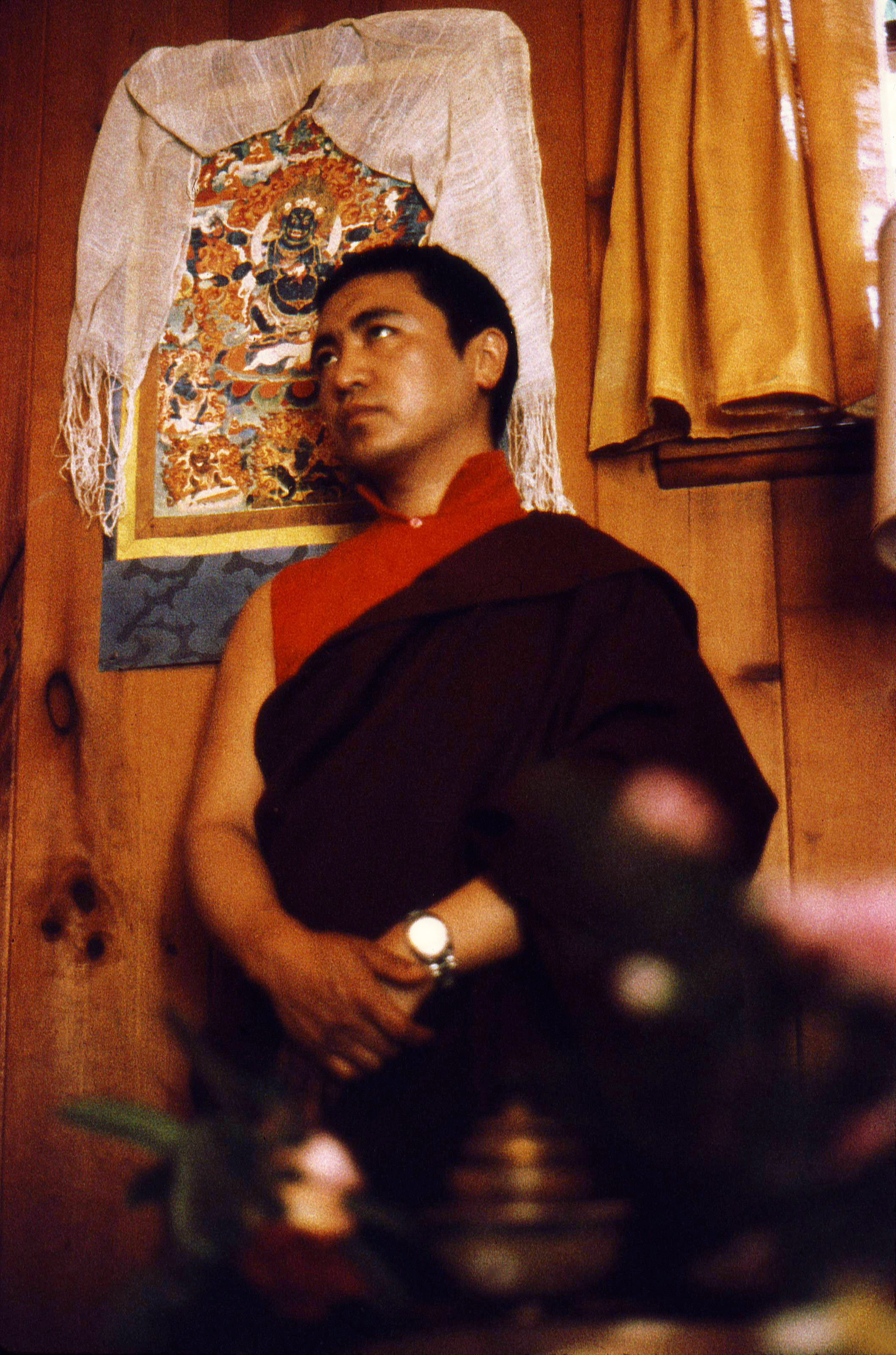
Péma Wangyal Rinpoché, devant une thangka de Shri Mahakala, 1976

Pema Wangyal Rinpoche é um mestre espiritual budista que nasceu em 1947 em Rong Dakmar no Tibete. Rinpoche é o filho mais velho de Kyabje Kangyur Rinpoche.
Pema Wangyal Rinpoche é reconhecido como uma das duas reencarnações de Taklung Tsetrul Rinpoche.
Sob a orientação de Kyabje Kangyur Rinpoche, Kyabje Dudjom Rinpoche, Kyabje Dilgo Khyentse Rinpoche, Kyabje Trulshik Rinpoche, e outros grandes Mestres, Pema Wangyal Rinpoche estudou extensivamente e passou muitos anos em retiro.
Pema Wangyal Rinpoche supervisiona toda a actividade das Fundações Kangyur Rinpoche desde há mais de três décadas, dando corpo à  visão de Kyabje Kangyur Rinpoche. 
Apesar de viver no Ocidente há quase quatro décadas, Pema Wangyal Rinpoche mantém uma actividade intensa de auxílio às comunidades tibetanas no exílio e viaja frequentemente para a Ásia para supervisionar projectos de desenvolvimento, educacionais e culturais.
Criou três centros de retiro onde dirige vários retiros tradicionais de três anos. Estes centros de retiro estão situados na Dordogne, em França. Ali Rinpoche orienta um reputado programa de retiros de três anos  que são uma referência desde 1980. 
Em conjunto com Jigme Khyentse Rinpoche e Rangdröl Rinpoche, desenvolveu uma sequência de retiros paralelos em França e em Portugal, permitindo a praticantes sem condições para aderir ao tradicional programa de três anos a prossecução de um programa de ensinamentos específico.
Foi criador das Editions Padmakara que publicam traduções das obras de referência, bem como pela preservação e restauro de manuscritos tibetanos antigos.
É o fundador em Portugal da Fundação Kangyur Rinpoche, Songtsen - Casa da Cultura do Tibete, CASA - Centro de Apoio ao Sem Abrigo e STUPA - Associação Para a Paz no Mundo.
Tem sido um dos principais responsáveis na introdução do Budismo tibetano no Ocidente, incluindo Portugal.

## Páginas de Internet
http://www.krfportugal.org
https://www.padmakara.pt
http://www.songtsenportugal.org
http://www.casa-apoioaosemabrigo.org
http://www.stupapaznomundo.org